# دیرفیلد بیچ (فلوریدا)
دیرفیلد بیچ (به انگلیسی: Deerfield Beach) شهری در شهرستان برووارد ایالت فلوریدا است که در سال ۱۹۲۵ بنیان‌گذاری شده‌است. این شهر طبق سرشماری سال ۲۰۱۰ میلادی، ۷۵٬۰۱۸ نفر جمعیت داشته و مساحت آن نیز ۳۸٫۷ کیلومتر مربع است.